# Tillac (Gers)
Pour les articles homonymes, voir Tillac.
Tillac est une commune française située dans le sud du département du Gers, en région Occitanie. Sur le plan historique et culturel, la commune est dans le pays d'Astarac, un territoire du sud gersois très vallonné, au sol argileux, qui longe le plateau de Lannemezan.
Exposée à un climat océanique altéré, elle est drainée par le Bouès, le ruisseau de Cassagnau et par divers autres petits cours d'eau.
Tillac est une commune rurale qui compte 278 habitants en 2022, après avoir connu un pic de population de 838 habitants en 1846. Ses habitants sont appelés les Tillacais ou  Tillacaises.
Le patrimoine architectural de la commune comprend quatre  immeubles protégés au titre des monuments historiques : la Tour de l'Horloge, inscrite en 1925, les remparts, inscrits en 1925, la maison de la bastide, inscrite en 1926, et l'église Saint-Jacques-le-Majeur, inscrite en 2014.

## Géographie

### Localisation
À l'ouest d'une barre boisée, la vallée du Bouès s'ouvre sur une grande plaine étalée vers Marciac. Le petit village de Tillac, anciennement fortifié et situé à 39 km au sud-ouest d'Auch, commande un grand territoire agricole demeuré très actif.

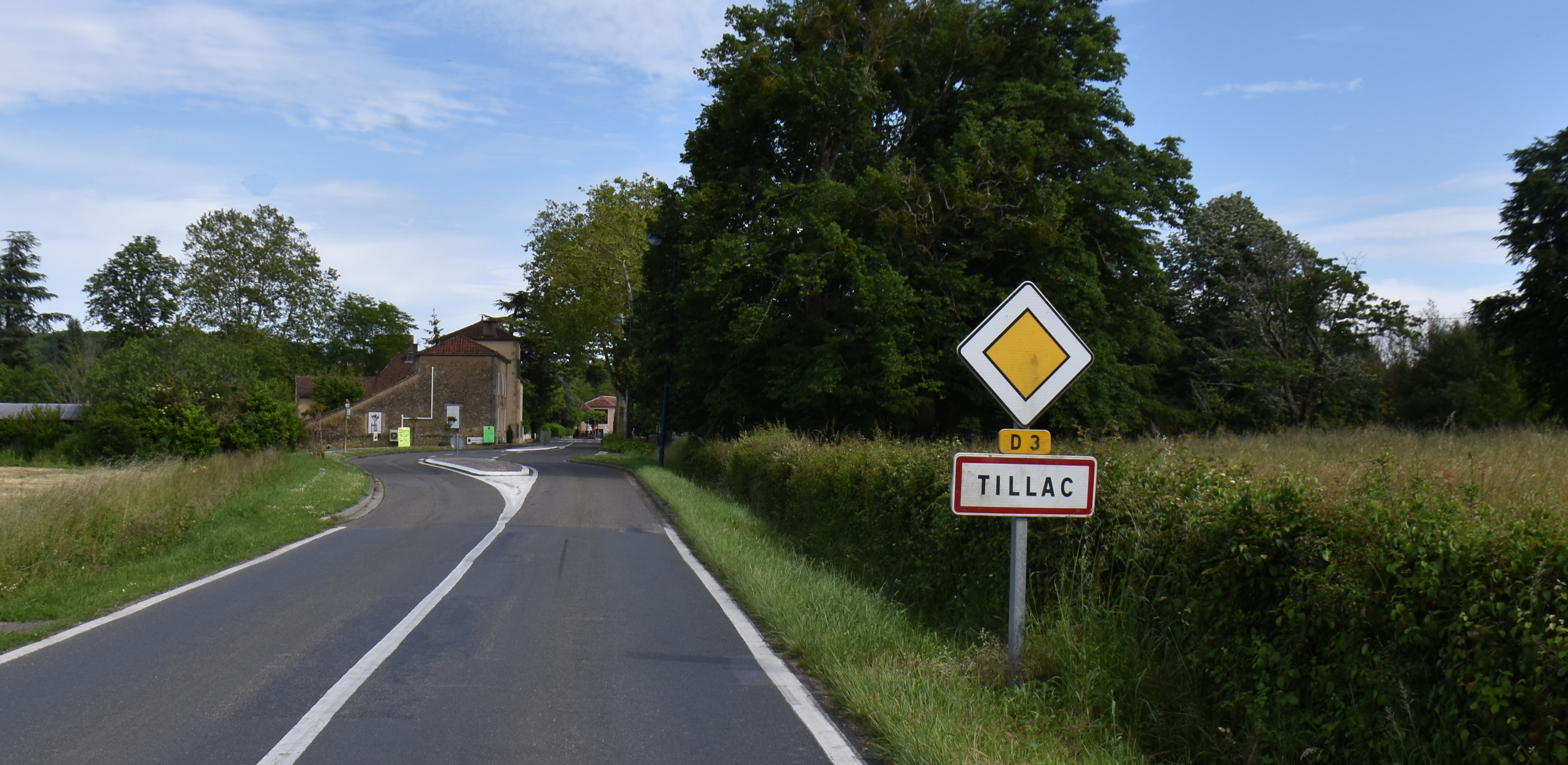
Une entrée du bourg.

### Communes limitrophes
Les communes limitrophes sont  Aux-Aussat, Laas, Miélan, Monlezun, Monpardiac, Pallanne et Troncens.
| Monlezun   | Pallanne   |        |
| Troncens   | Tillac     | Laas   |
| Monpardiac | Aux-Aussat | Miélan |

### Géologie et relief
Tillac se situe en zone de sismicité 2 (sismicité faible).

### Hydrographie

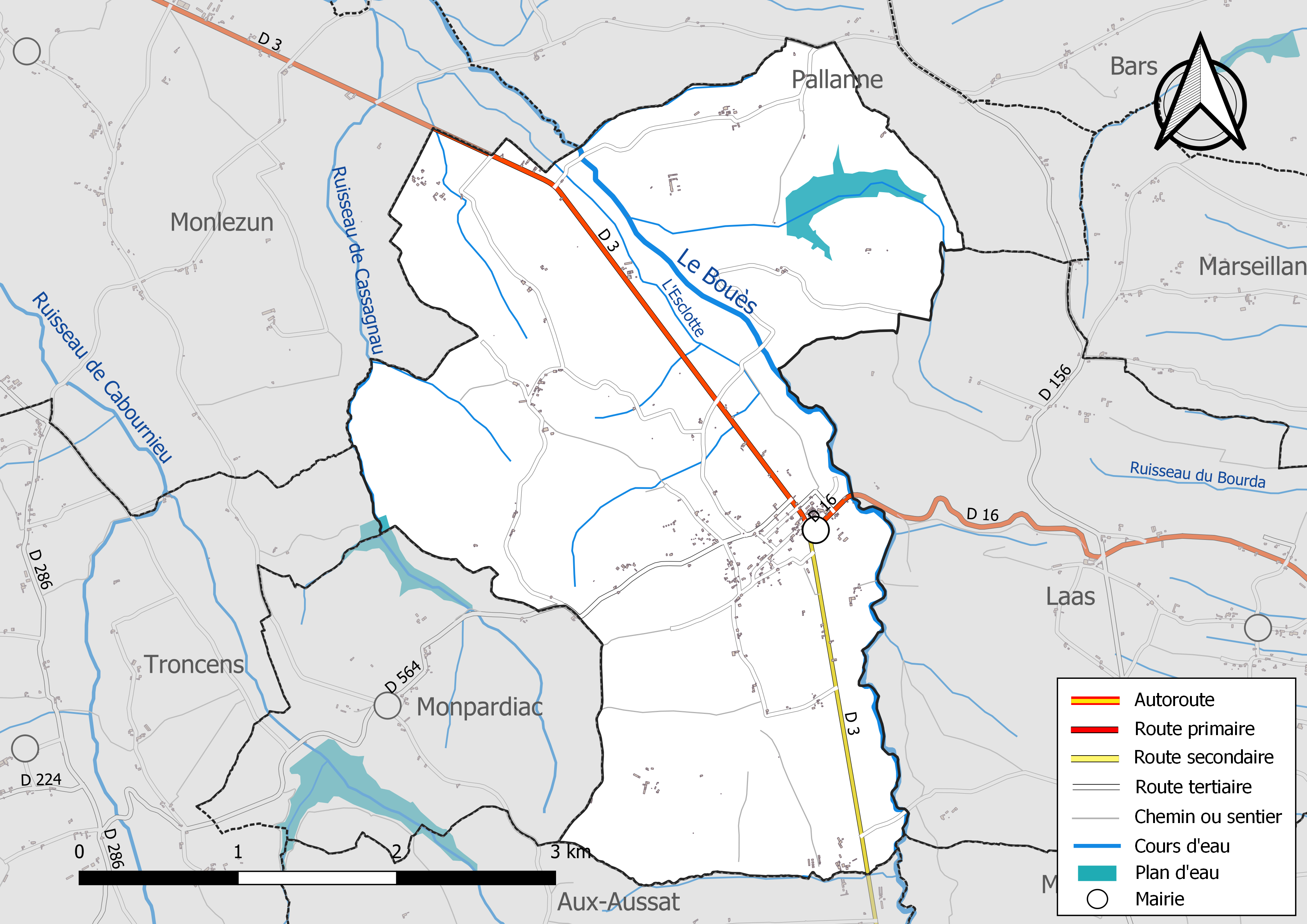
Réseaux hydrographique et routier de Tillac.

La commune est dans le bassin de l'Adour, au sein du bassin hydrographique Adour-Garonne. Elle est drainée par le Bouès, le ruisseau de Cassagnau, l'Esclotte, et par divers petits cours d'eau, qui constituent un réseau hydrographique de 16 km de longueur totale,.
Le Bouès, d'une longueur totale de 62,5 km, prend sa source dans la commune de Burg et s'écoule vers le nord. Il traverse la commune et se jette dans l'Arros à Beaumarchés, après avoir traversé 32 communes.

### Climat
Pour des articles plus généraux, voir Climat de l'Occitanie et Climat du Gers.
En 2010, le climat de la commune est de type climat océanique altéré, selon une étude s'appuyant sur une série de données couvrant la période 1971-2000. En 2020, Météo-France publie une typologie des climats de la France métropolitaine dans laquelle la commune est toujours exposée à un climat océanique altéré et est dans la région climatique Aquitaine, Gascogne, caractérisée par une pluviométrie abondante au printemps, modérée en automne, un faible ensoleillement au printemps, un été chaud (19,5 °C), des vents faibles, des brouillards fréquents en automne et en hiver et des orages fréquents en été (15 à 20 jours).
Pour la période 1971-2000, la température annuelle moyenne est de 12,6 °C, avec une amplitude thermique annuelle de 15,7 °C. Le cumul annuel moyen de précipitations est de 883 mm, avec 10,7 jours de précipitations en janvier et 6,7 jours en juillet. Pour la période 1991-2020, la température moyenne annuelle observée sur la station météorologique la plus proche, située sur la commune de Mirande à 11 km à vol d'oiseau, est de 13,6 °C et le cumul annuel moyen de précipitations est de 818,5 mm,. Pour l'avenir, les paramètres climatiques de la commune estimés pour 2050 selon différents scénarios d'émission de gaz à effet de serre sont consultables sur un site dédié publié par Météo-France en novembre 2022.

### Milieux naturels et biodiversité
Aucun espace naturel présentant un intérêt patrimonial n'est recensé sur la commune dans l'inventaire national du patrimoine naturel,,.

## Urbanisme

### Typologie
Au 1er janvier 2024, Tillac est catégorisée commune rurale à habitat très dispersé, selon la nouvelle grille communale de densité à sept niveaux définie par l'Insee en 2022.
Elle est située hors unité urbaine et hors attraction des villes,.

### Occupation des sols
L'occupation des sols de la commune, telle qu'elle ressort de la base de données européenne d’occupation biophysique des sols Corine Land Cover (CLC), est marquée par l'importance des territoires agricoles (86,8 % en 2018), en diminution par rapport à 1990 (92,1 %). La répartition détaillée en 2018 est la suivante : 
zones agricoles hétérogènes (54,5 %), terres arables (20,5 %), prairies (11,8 %), forêts (7,9 %), espaces verts artificialisés, non agricoles (5,3 %). L'évolution de l’occupation des sols de la commune et de ses infrastructures peut être observée sur les différentes représentations cartographiques du territoire : la carte de Cassini (XVIIIe siècle), la carte d'état-major (1820-1866) et les cartes ou photos aériennes de l'IGN pour la période actuelle (1950 à aujourd'hui).

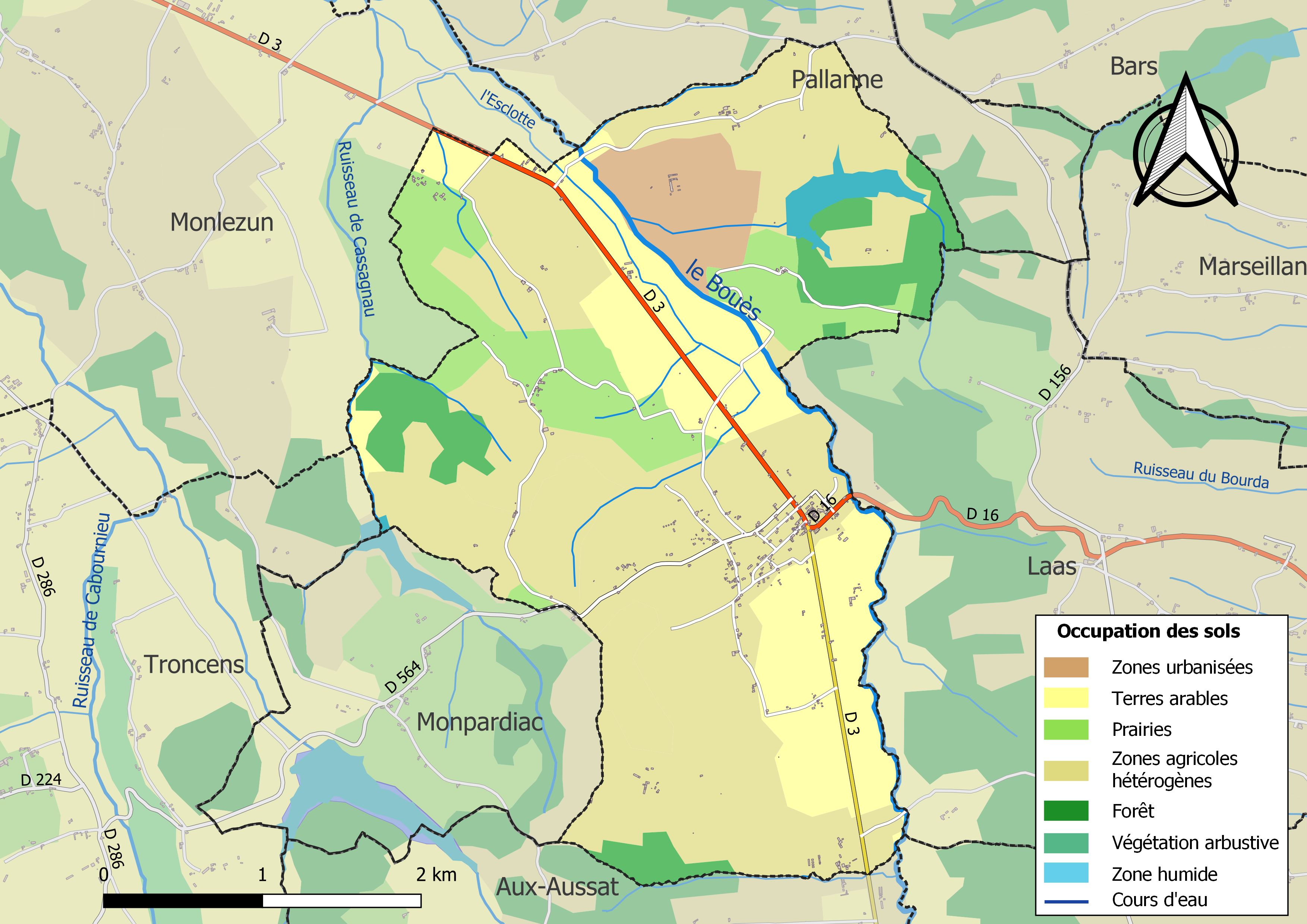
Carte des infrastructures et de l'occupation des sols de la commune en 2018 (CLC).

### Risques majeurs
Le territoire de la commune de Tillac est vulnérable à différents aléas naturels : météorologiques (tempête, orage, neige, grand froid, canicule ou sécheresse), inondations et séisme (sismicité faible). Un site publié par le BRGM permet d'évaluer simplement et rapidement les risques d'un bien localisé soit par son adresse soit par le numéro de sa parcelle.
Certaines parties du territoire communal sont susceptibles d’être affectées par le risque d’inondation par débordement de cours d'eau, notamment le Bouès. La cartographie des zones inondables en ex-Midi-Pyrénées réalisée dans le cadre du XIe Contrat de plan État-région, visant à informer les citoyens et les décideurs sur le risque d’inondation, est accessible sur le site de la DREAL Occitanie. La commune a été reconnue en état de catastrophe naturelle au titre des dommages causés par les inondations et coulées de boue survenues en 1999 et 2009,.

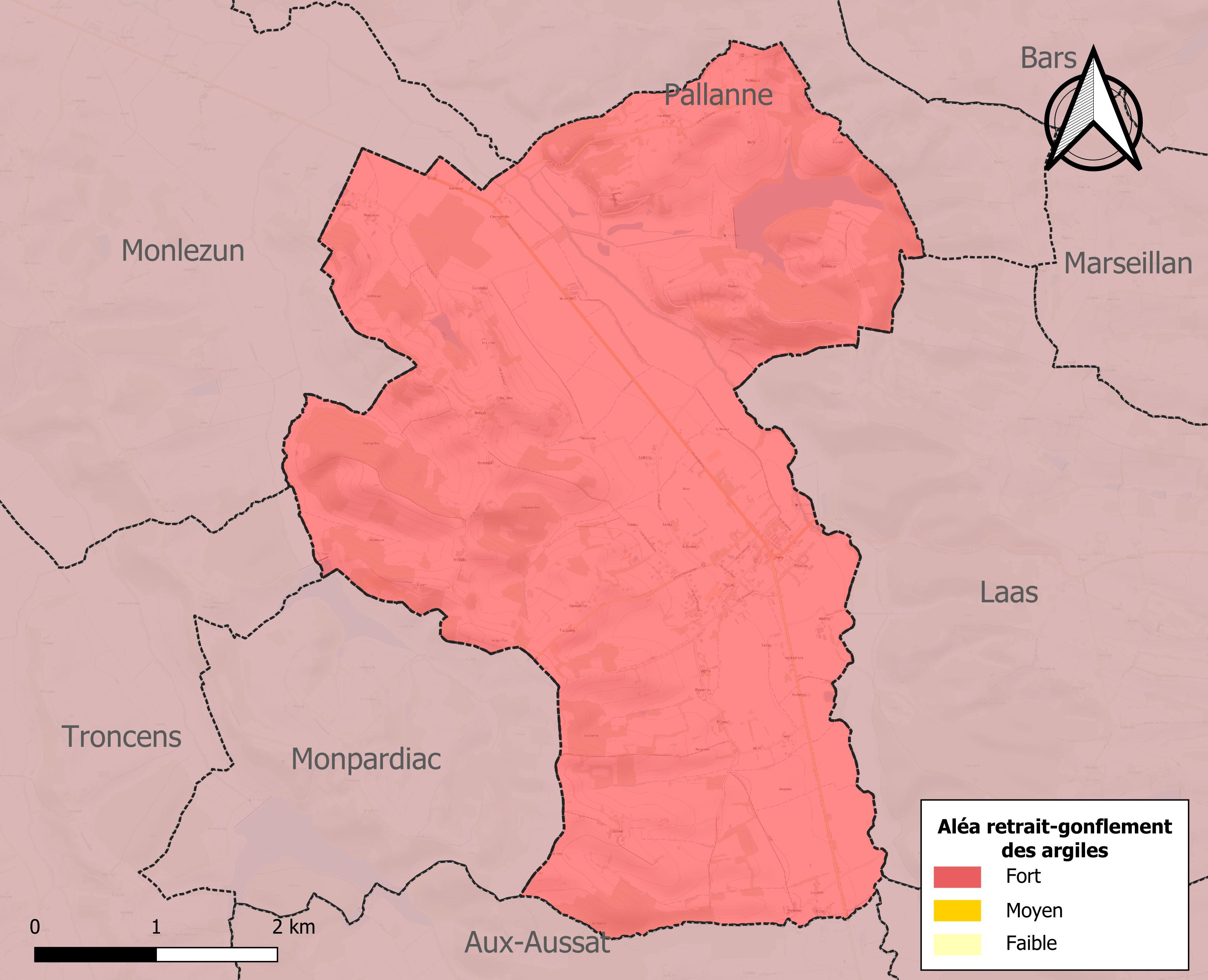
Carte des zones d'aléa retrait-gonflement des sols argileux de Tillac.

Le retrait-gonflement des sols argileux est susceptible d'engendrer des dommages importants aux bâtiments en cas d’alternance de périodes de sécheresse et de pluie. La totalité de la commune est en aléa moyen ou fort (94,5 % au niveau départemental et 48,5 % au niveau national). Sur les 168 bâtiments dénombrés sur la commune en 2019, 168 sont en aléa moyen ou fort, soit 100 %, à comparer aux 93 % au niveau départemental et 54 % au niveau national. Une cartographie de l'exposition du territoire national au retrait gonflement des sols argileux est disponible sur le site du BRGM,.
Par ailleurs, afin de mieux appréhender le risque d’affaissement de terrain, l'inventaire national des cavités souterraines permet de localiser celles situées sur la commune.
Concernant les mouvements de terrains, la commune a été reconnue en état de catastrophe naturelle au titre des dommages causés par la sécheresse en 1989, 1991, 1993 et 2002 et par des mouvements de terrain en 1999.

## Toponymie
Albert Dauzat et Ernest Nègre ne mentionnent pas de formes anciennes pour Tillac.
L'un comme l'autre l'expliquent cependant. Pour le premier, l'élément -ac est le suffixe -acum, précédé du nom d'homme latin Tilius. Pour le second, il s'agit du même suffixe, composé avec le nom d'homme romain Tillius (OTL).
L'origine du suffixe -acum a été étudiée par les linguistes et les toponymistes. Il est d'origine gauloise *-āko / *-(i)āko- et sert à localiser des dieux où des personnes à l'origine, avant de devenir un suffixe marquant la propriété à l'époque gallo-romaine. Il a donné -ac dans le Sud de la France (et parfois en Bretagne) et -(a)y / -(e)y /-é, etc. dans le Nord.
Tillac doit remonter au gallo-roman *TILIACU ou  *TILLIACU comme certains Tilly du nord de la France, ainsi Tilly-sur-Meuse, riche en formes anciennes : Tilliacus fiscus IXe siècle ; Tiliacum (952, 962, 973, 1011, 1015, 1047, 1049, 1060, 1061). Un rapport avec le nom du tilleul (occitan telh) est plus problématique.
Homonymie avec plusieurs autres Tillac, notamment Grand- et Petit-Tillac sur la commune de Rorthais (Deux-Sèvres).
Le nom commun tillac « pont supérieur d'un navire » a une tout autre origine. Il s'agit d'un mot normand attesté pour la première fois dans un rapport du Clos des galées de Rouen en 1369.

## Histoire
La création de Tillac s’étend entre le XIe et XIVe siècles[réf. souhaitée]. Le village, doté de fortifications élevées par Bernard VII, comte d'Armagnac, se présente à l’époque sous la forme d’un quadrilatère fortifié, dont chaque angle est orienté vers un des points cardinaux, établi autour d’un château. Celui-ci, appartenant aux comtes de Pardiac, n’existe plus aujourd’hui, mais ses vestiges sont toujours visibles dans l’angle nord-est du village.
Le système défensif de Tillac comporte deux tours : la tour de Mirande à l’est, et la tour de Rabastens à l’ouest, soulignant l’importance du castelnau d’alors. La tour de Rabastens présente une particularité rare dans la région, celle de posséder seulement deux murs et pas de toit. Il s’agit d’une tour ouverte à la gorge, conçue pour empêcher les ennemis de s’y installer si elle venait à être prise.
Le village est traversé d'une ruelle encadrée de deux galeries couvertes, dont les encorbellements, reposant sur de gros piliers de bois, sont rehaussés de briques ou de torchis. Les maisons actuelles du village datent de la fin du XVIIe siècle, et l’on retrouve sur des piliers du presbytère une mesure à grain en pierre, scellée pour répondre à une ordonnance royale de 1613. Elle oblige en effet les Tillacois à « tenir mesure d’airain ou de pierre pour que le public y mesure ses grains ».

## Politique et administration

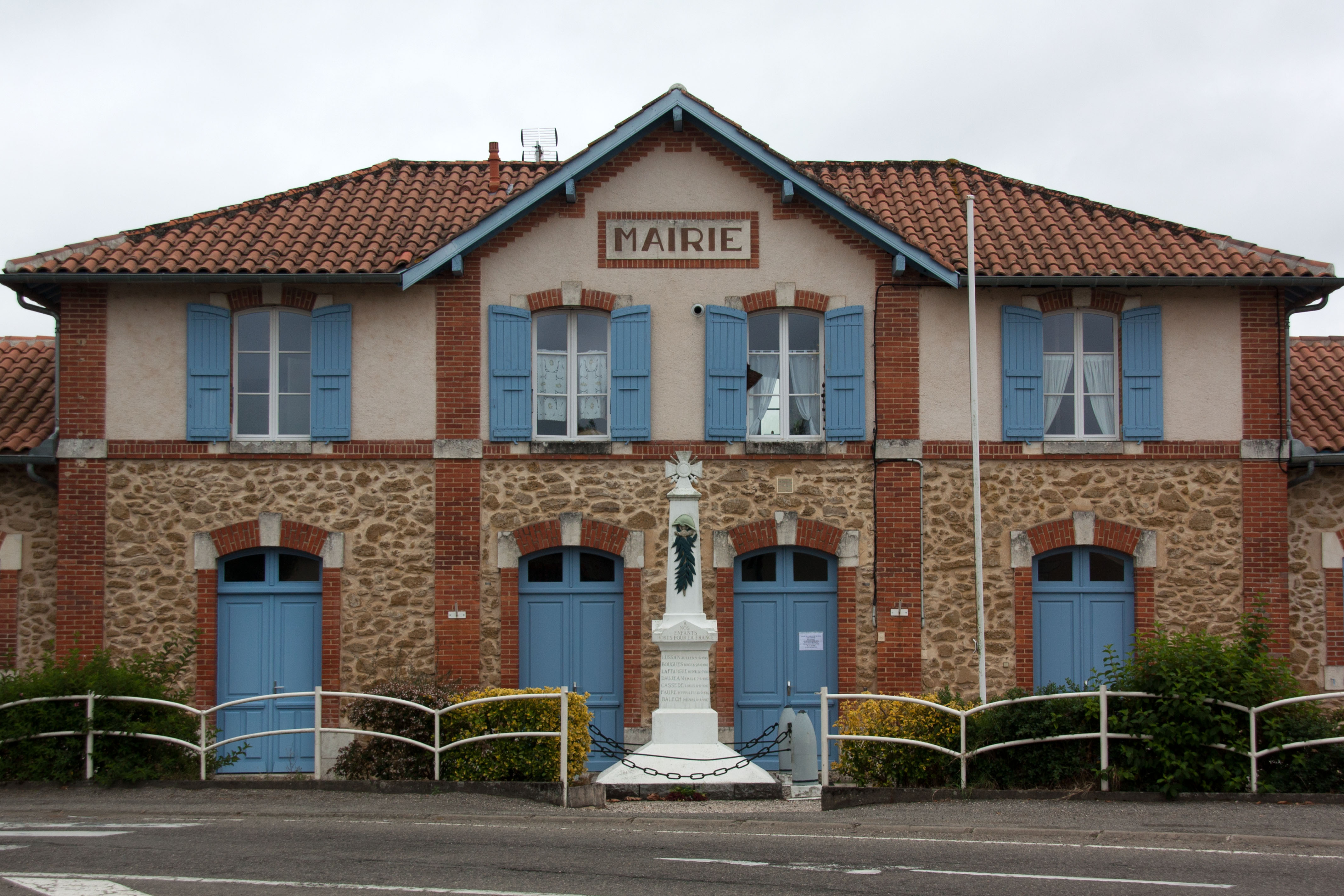
Mairie.

| Période                                  | Période  | Identité         | Étiquette | Qualité     |
| ---------------------------------------- | -------- | ---------------- | --------- | ----------- |
| avant 1981                               | ?        | Jean Lapoutge    | PCF       |             |
| mars 2001                                | 2008     | Pierre-Max Tenet |           |             |
| mars 2008                                | En cours | Alain Audirac    | DVD       | Agriculteur |
| Les données manquantes sont à compléter. |          |                  |           |             |

## Démographie
| 1793 | 1800 | 1806 | 1821 | 1831 | 1841 | 1846 | 1851 | 1856 |
| ---- | ---- | ---- | ---- | ---- | ---- | ---- | ---- | ---- |
| 626  | 491  | 638  | 719  | 804  | 818  | 838  | 810  | 788  |

| 1861 | 1866 | 1872 | 1876 | 1881 | 1886 | 1891 | 1896 | 1901 |
| ---- | ---- | ---- | ---- | ---- | ---- | ---- | ---- | ---- |
| 736  | 750  | 690  | 673  | 669  | 634  | 569  | 535  | 503  |

| 1906 | 1911 | 1921 | 1926 | 1931 | 1936 | 1946 | 1954 | 1962 |
| ---- | ---- | ---- | ---- | ---- | ---- | ---- | ---- | ---- |
| 513  | 498  | 370  | 388  | 377  | 374  | 377  | 319  | 327  |

| 1968 | 1975 | 1982 | 1990 | 1999 | 2006 | 2011 | 2016 | 2021 |
| ---- | ---- | ---- | ---- | ---- | ---- | ---- | ---- | ---- |
| 346  | 315  | 320  | 302  | 295  | 260  | 254  | 280  | 280  |

| 2022 | - | - | - | - | - | - | - | - |
| ---- | - | - | - | - | - | - | - | - |
| 278  | - | - | - | - | - | - | - | - |

## Économie, commerces et artisans
- 1 gîte rural : CAP de BOUEOU (bouéou = bœuf en gascon) - Location de vacances dans une ferme du XVIIIe siècle - 5 km de Tillac.

## Culture locale et patrimoine

### Lieux et monuments
- La tour de Mirande, située à l'entrée Est de Tillac.
- La tour de Rabastens, située à l'entrée Ouest de Tillac.
- L’église Saint-Jacques-le-Majeur est un édifice gothique du XVe siècle. Son retable du XVIIIe siècle est classé monument historique. En 1855-1856, la nef est refaite et de nouvelles ouvertures sont alors percées pour éclairer chaque côté. Alors qu’en 1840, l’église ne comporte aucune statue, elle compte aujourd’hui quelques œuvres parmi lesquelles une vierge pèlerine, un saint Jacques en bois sculpté, inspiré d’une statue du portail principal de la cathédrale de Saint-Jacques-de-Compostelle. On y trouve encore des trésors liturgiques : antiphonaires, ciboires, vêtements liturgiques et bannières de procession. L'église est inscrite à l'inventaire des monuments historiques depuis 2014[32]. Plusieurs objets (cloche, tableau) sont référencer dans la base Palissy (voir les notices liées)[32].
- Le château de Pallanne, à la sortie de Tillac, est l'un des plus beaux châteaux du XVIIIe siècle de la région. Il a été construit pour Audirac, médecin à la mode à la cour de Louis XVI.

## Galerie

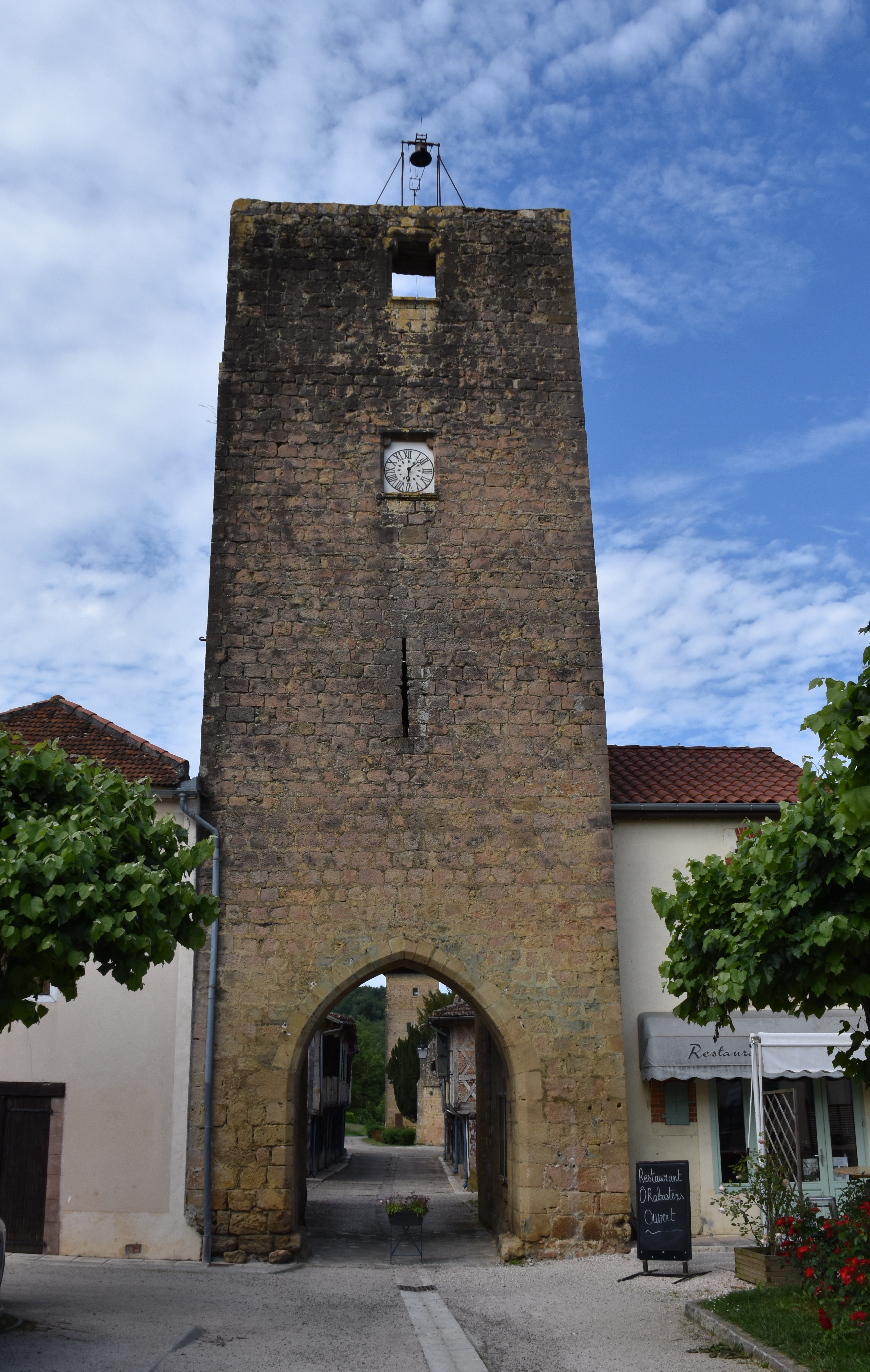
La Tour de Rabastens.
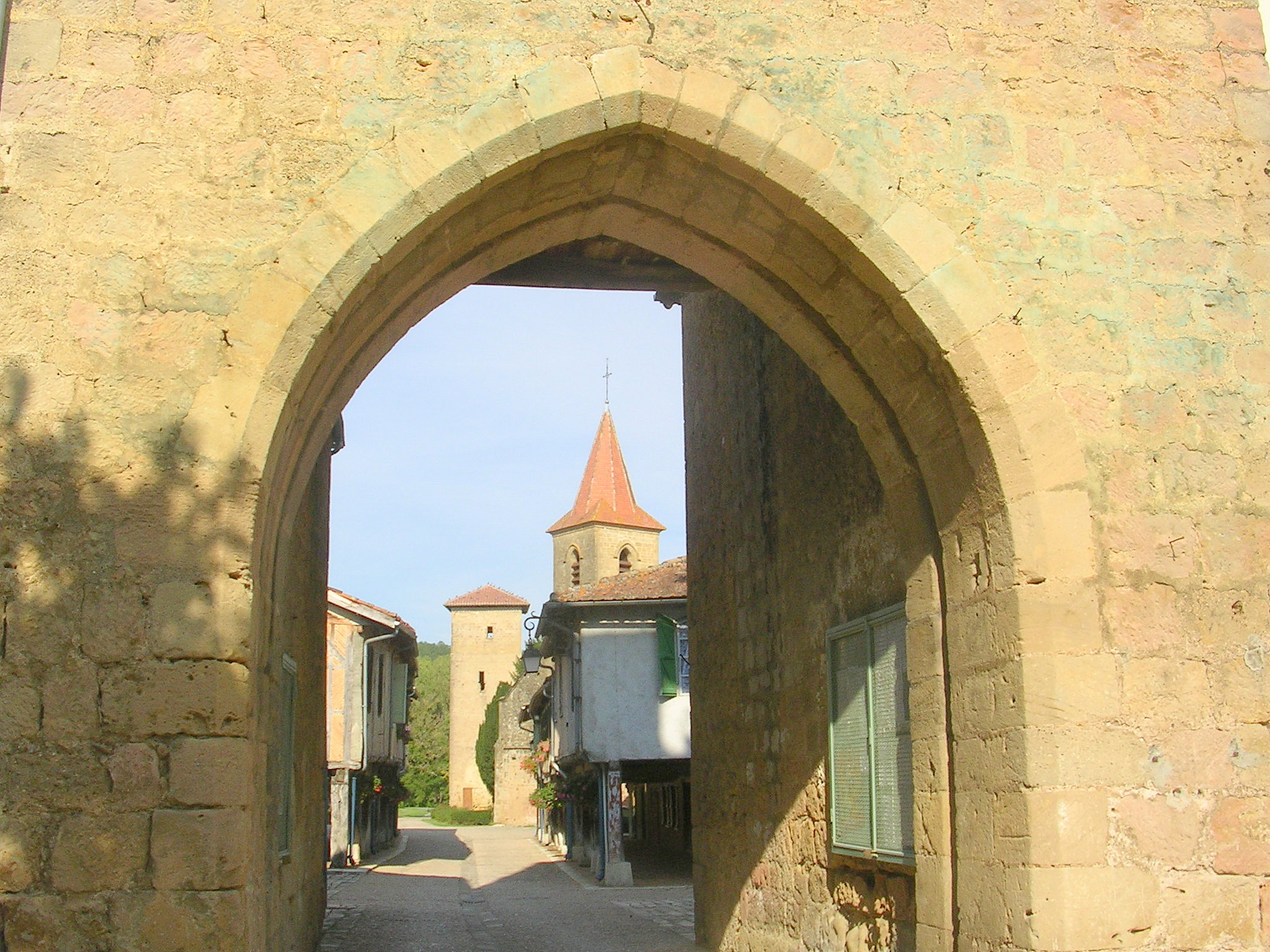
La porte de la Tour de Rabastens.
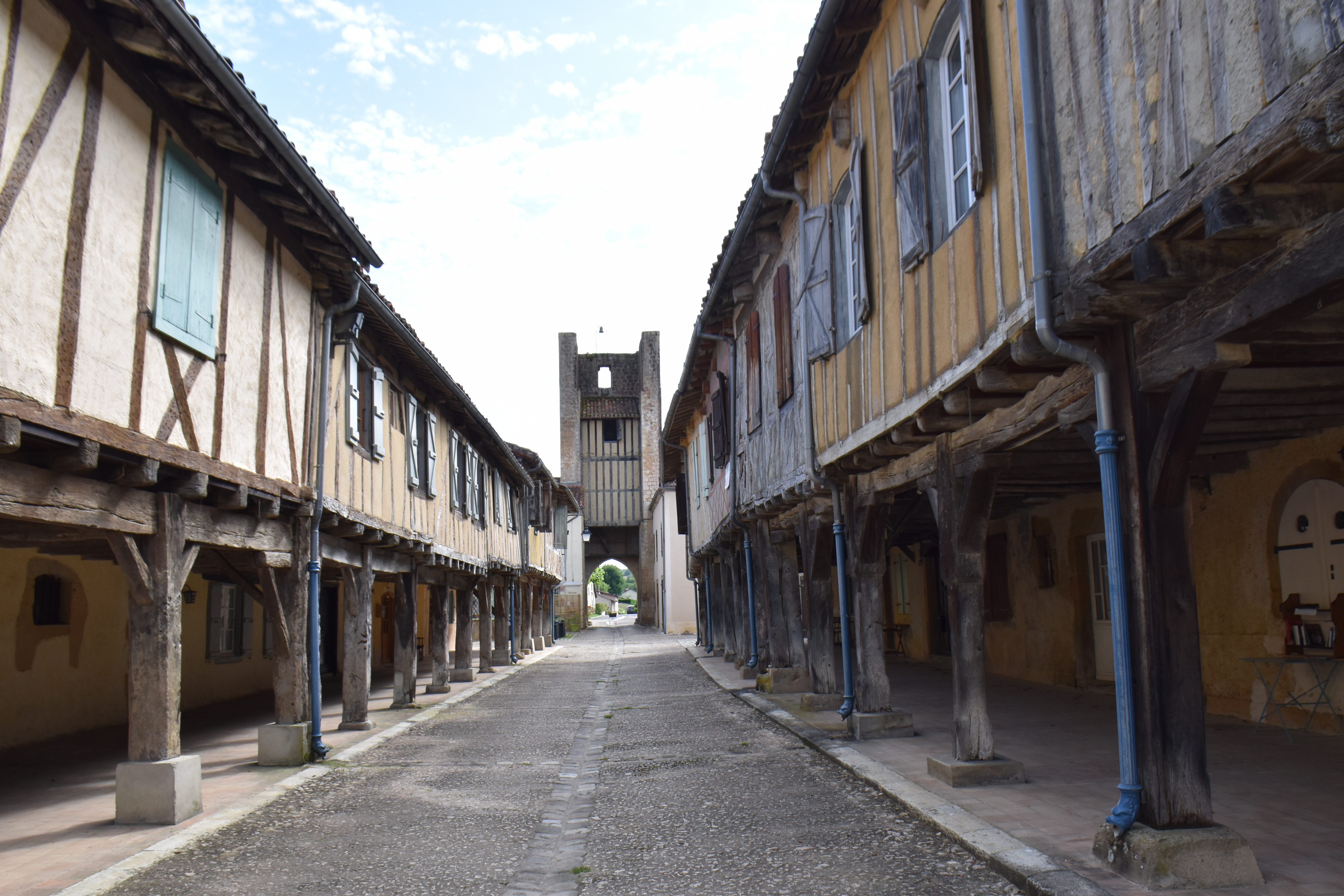
La rue principale et la Tour de Rabastens en arrière plan.
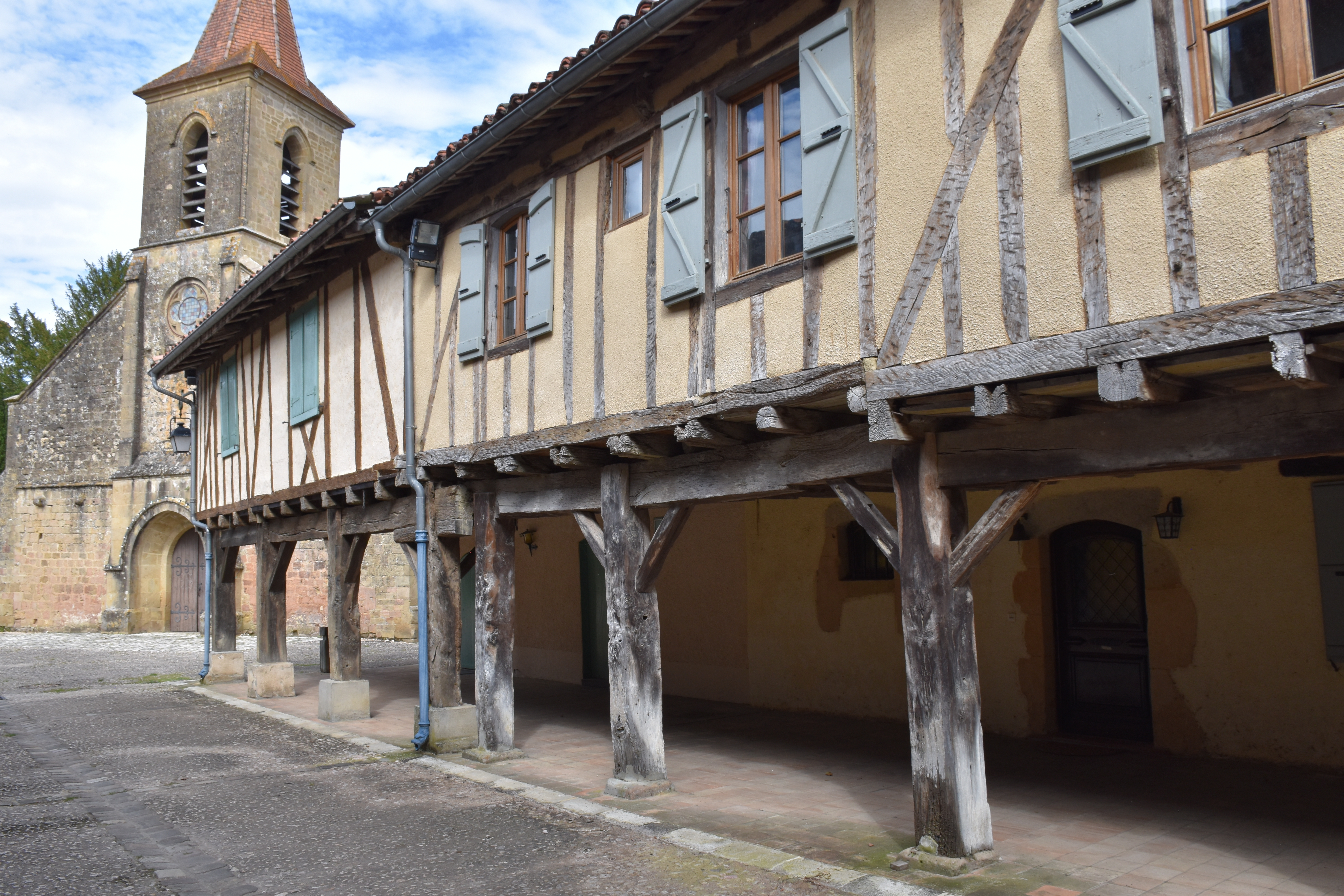
Les maisons à colombages et l'église au second plan.
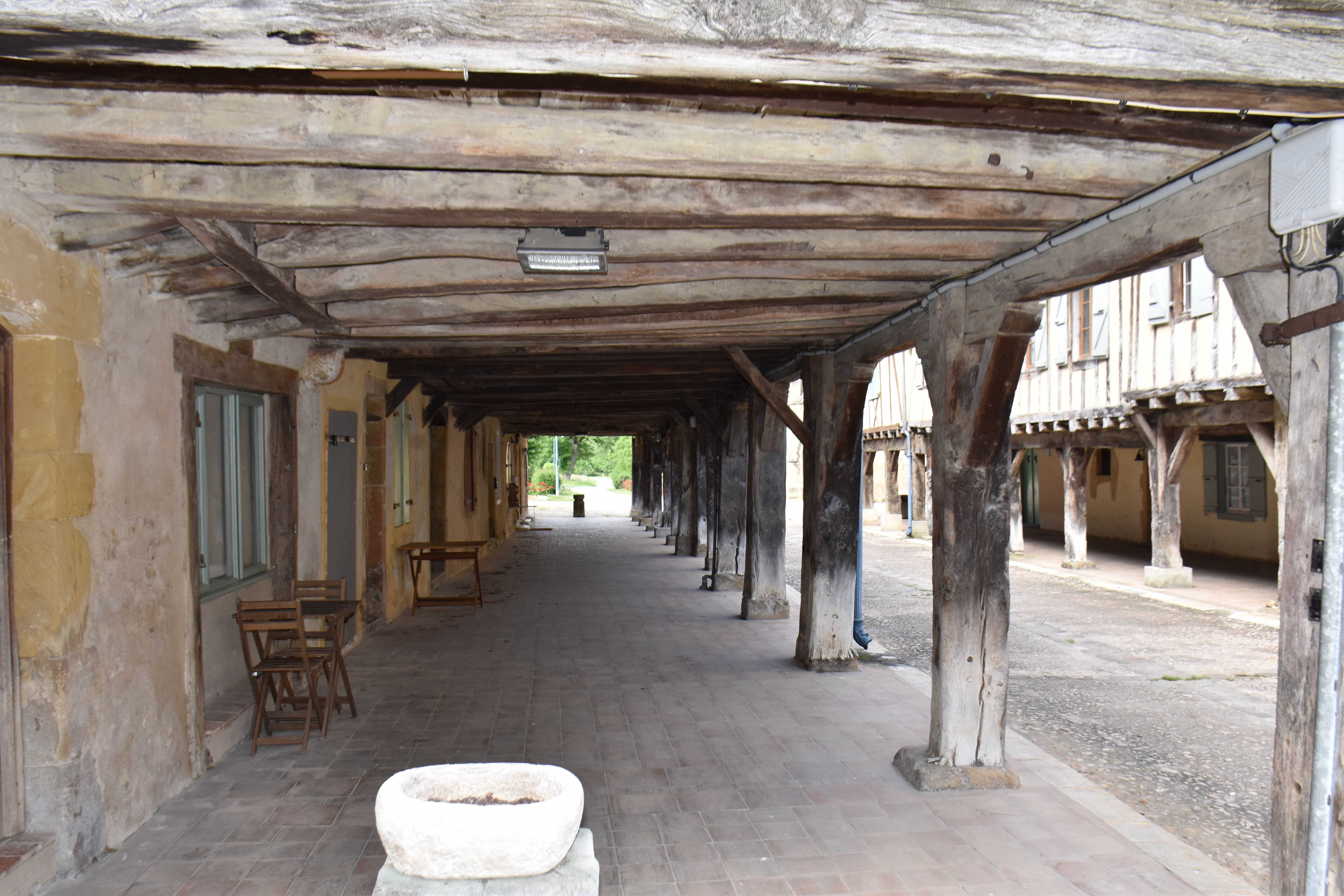
Galerie de la rue principale.
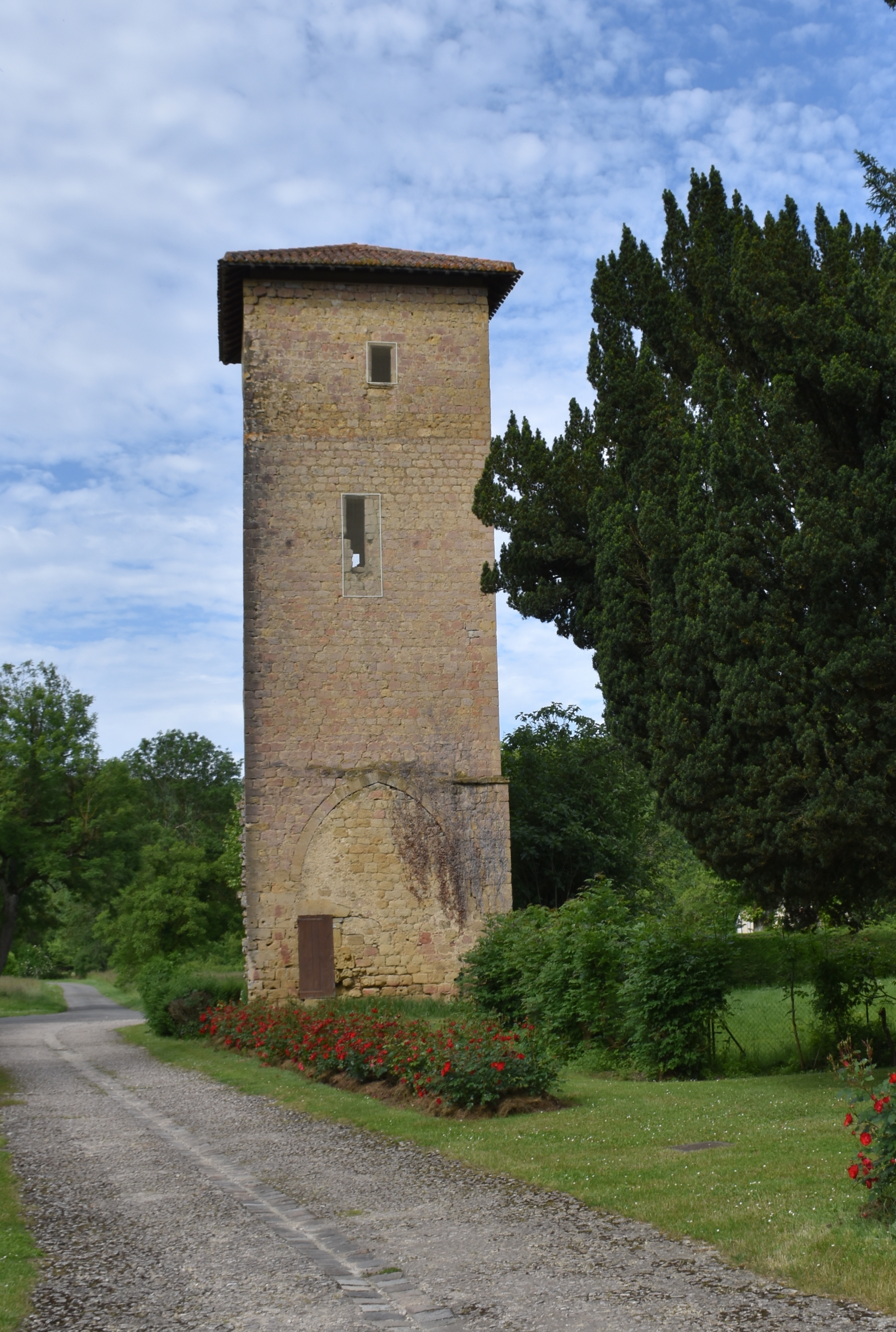
La Tour Mirande.

### L'église Saint-Jacques

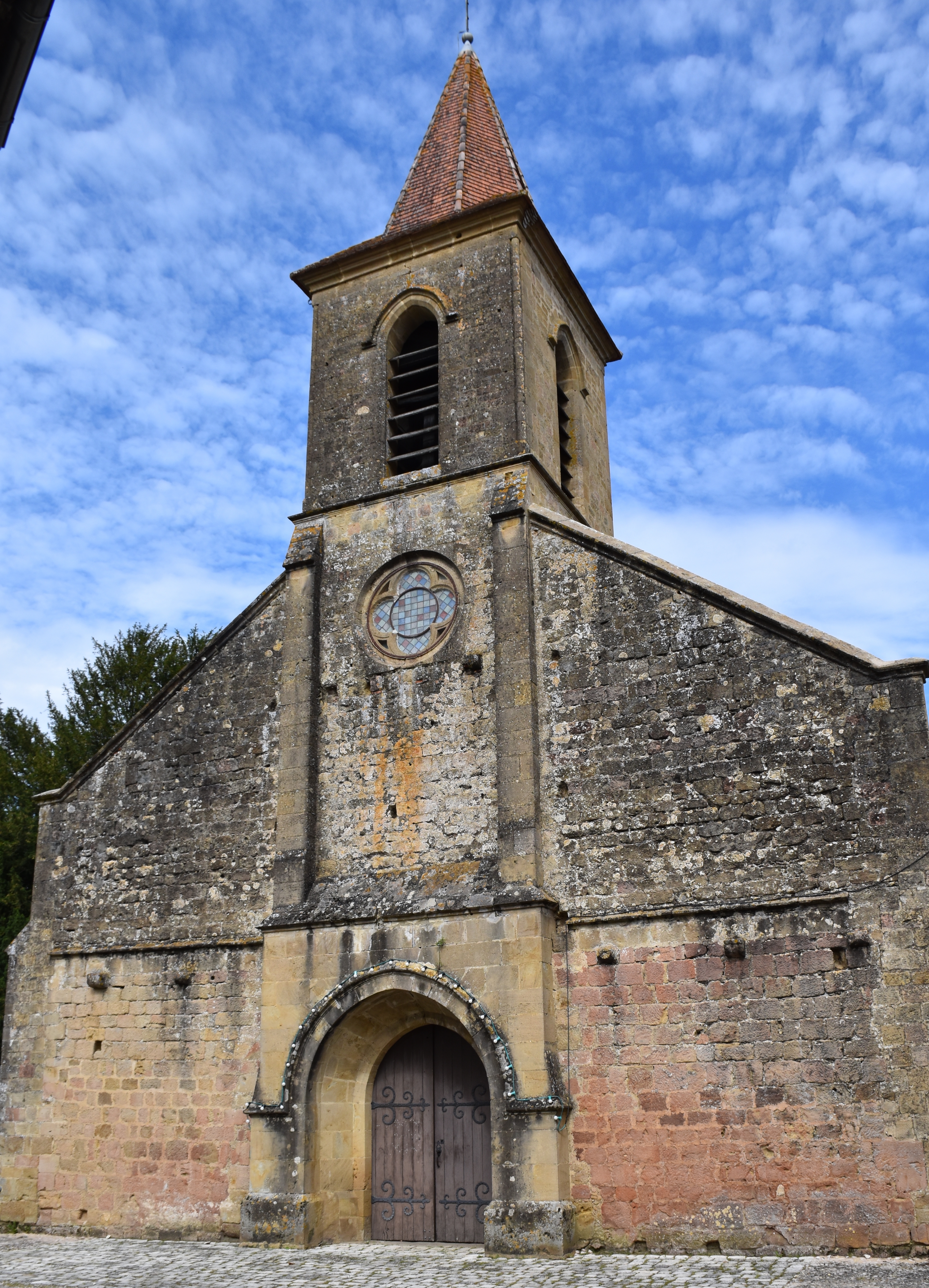
Vue de la façade.
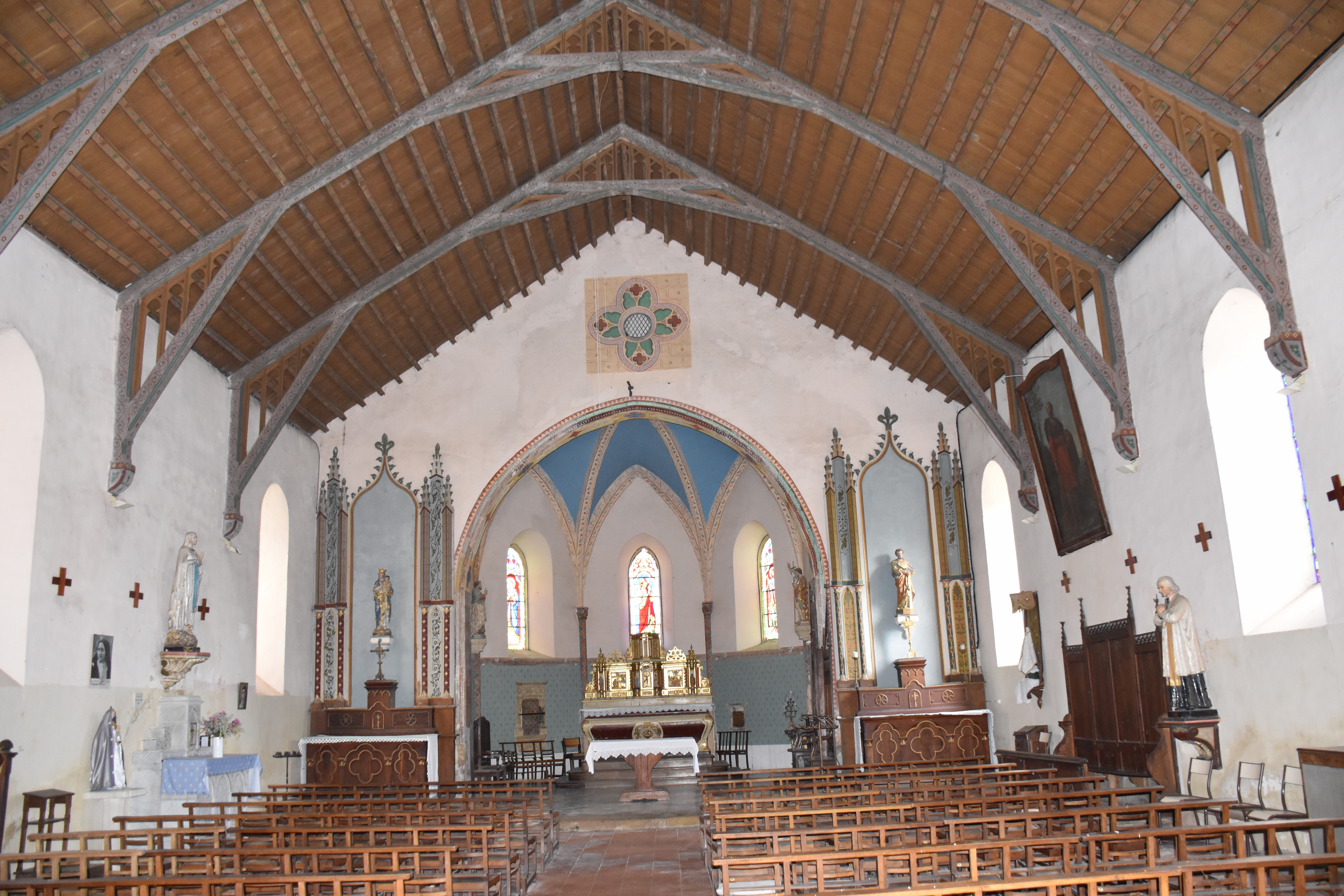
La nef.
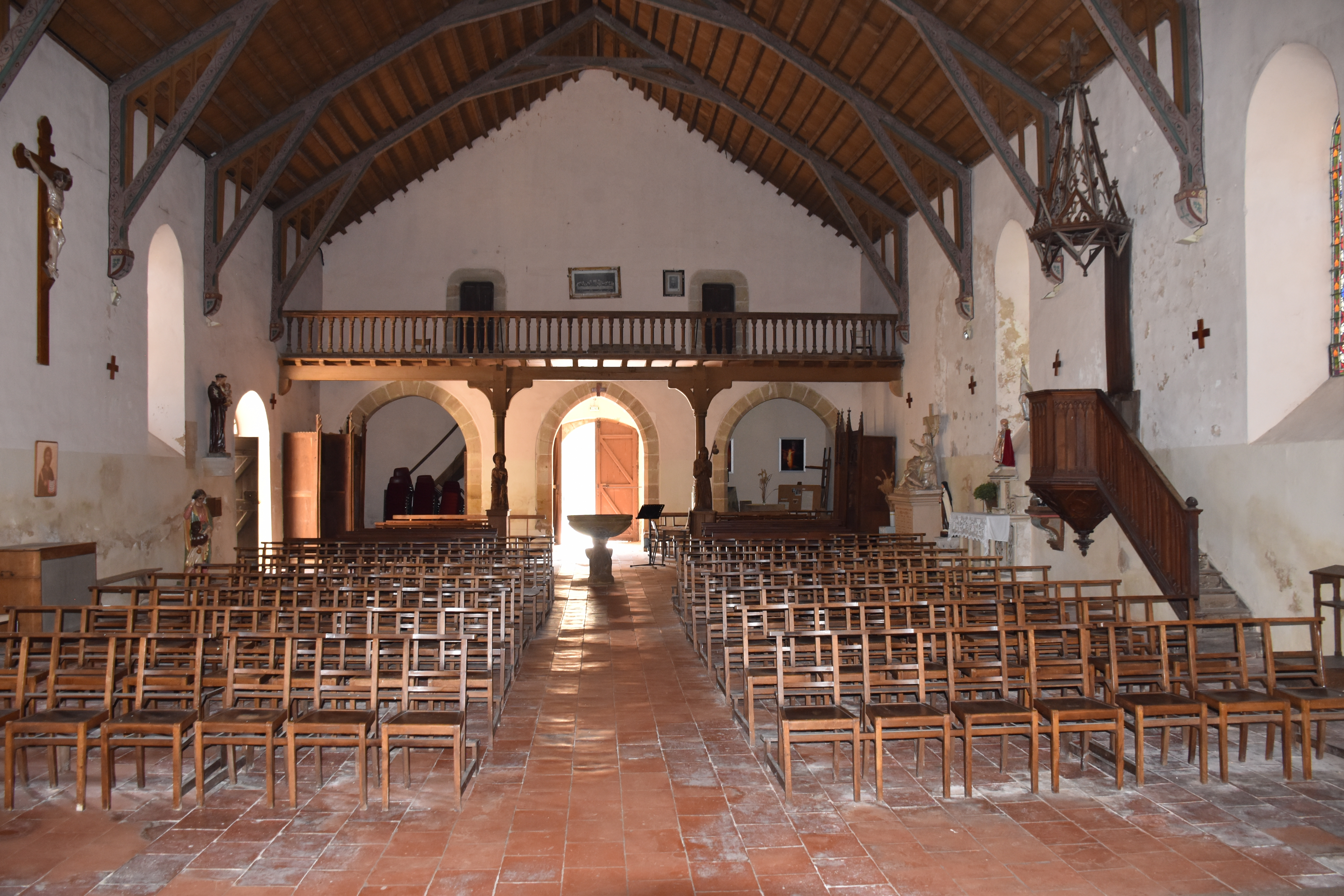
La nef côté porche.
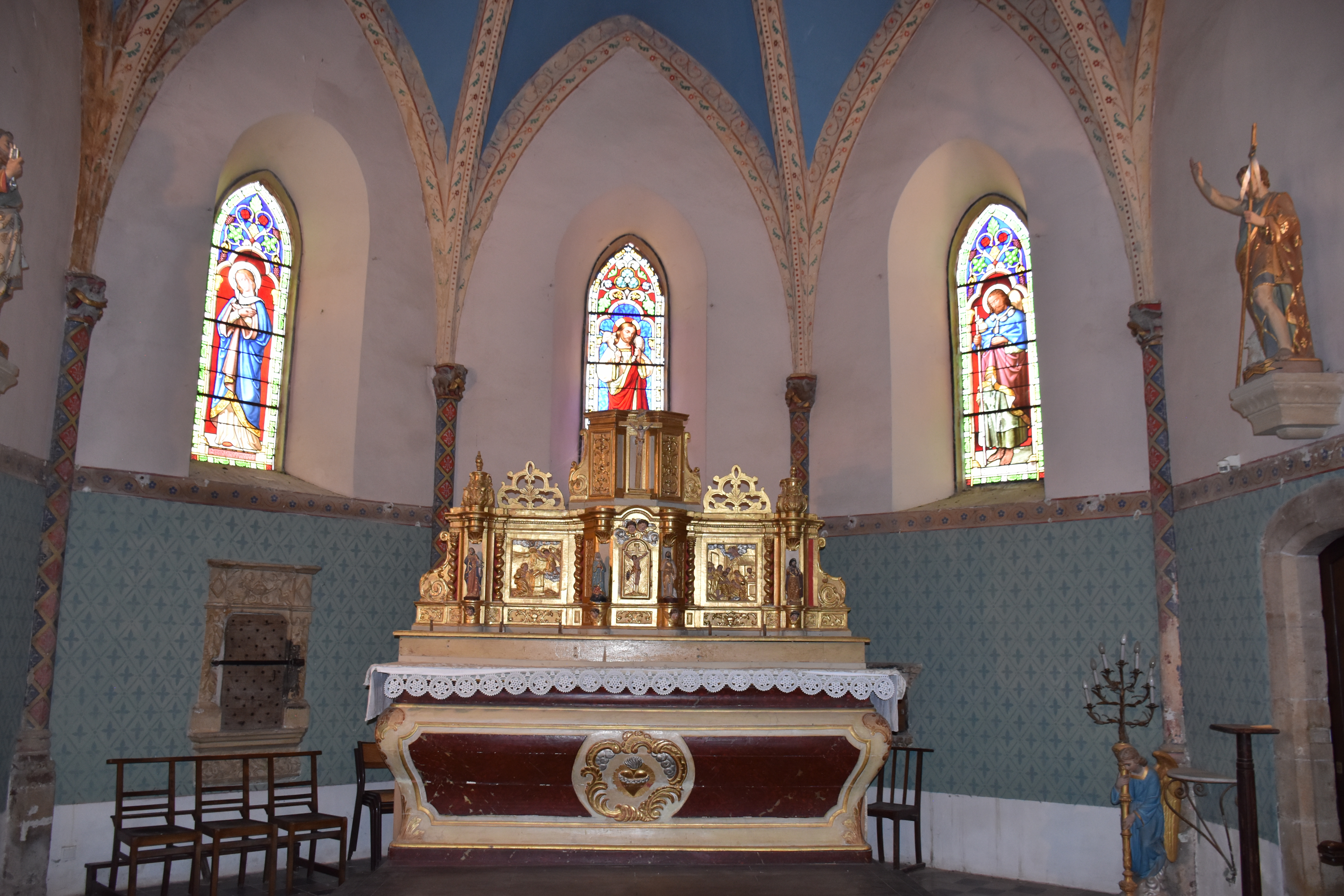
Le chœur.
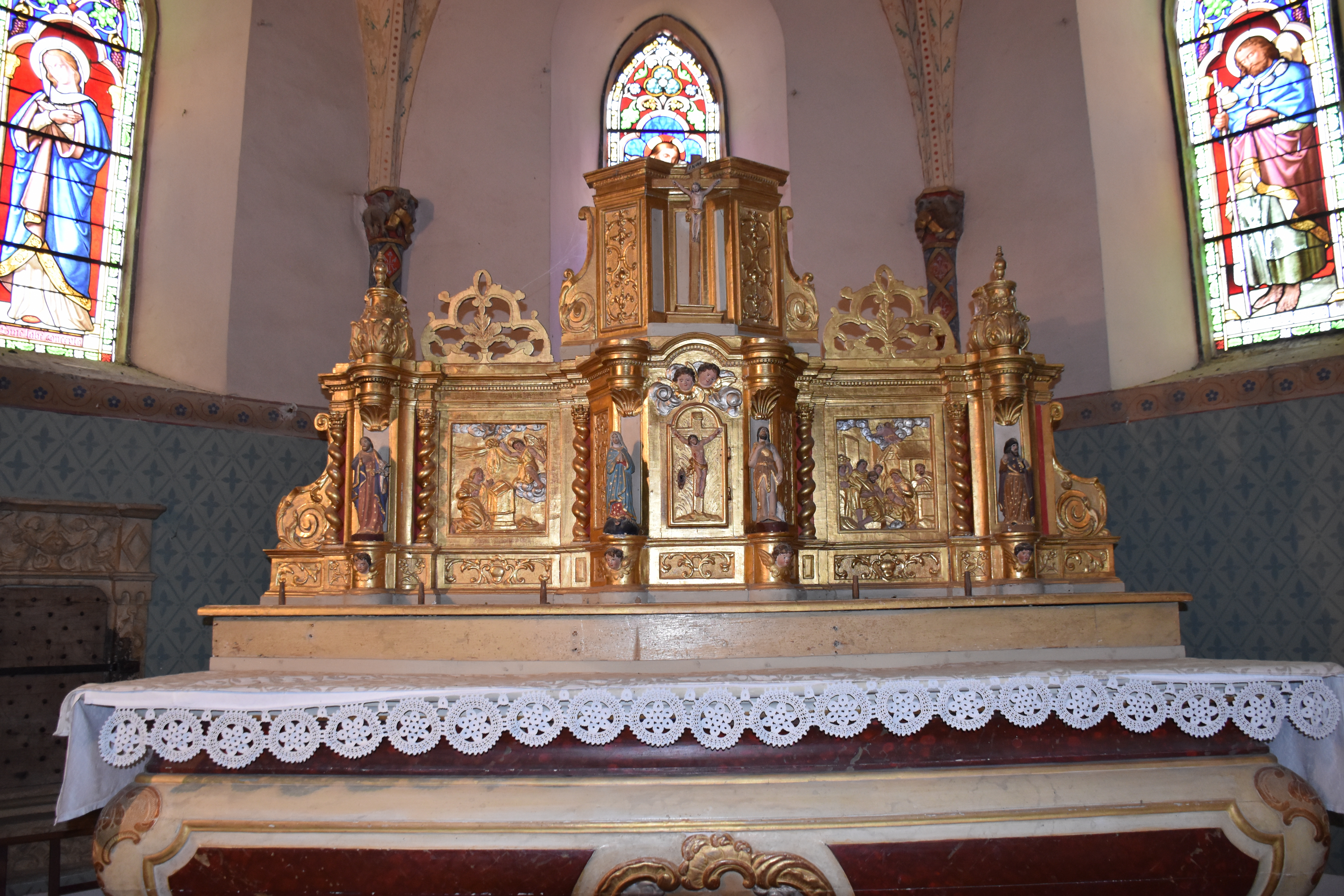
Le maître-autel.
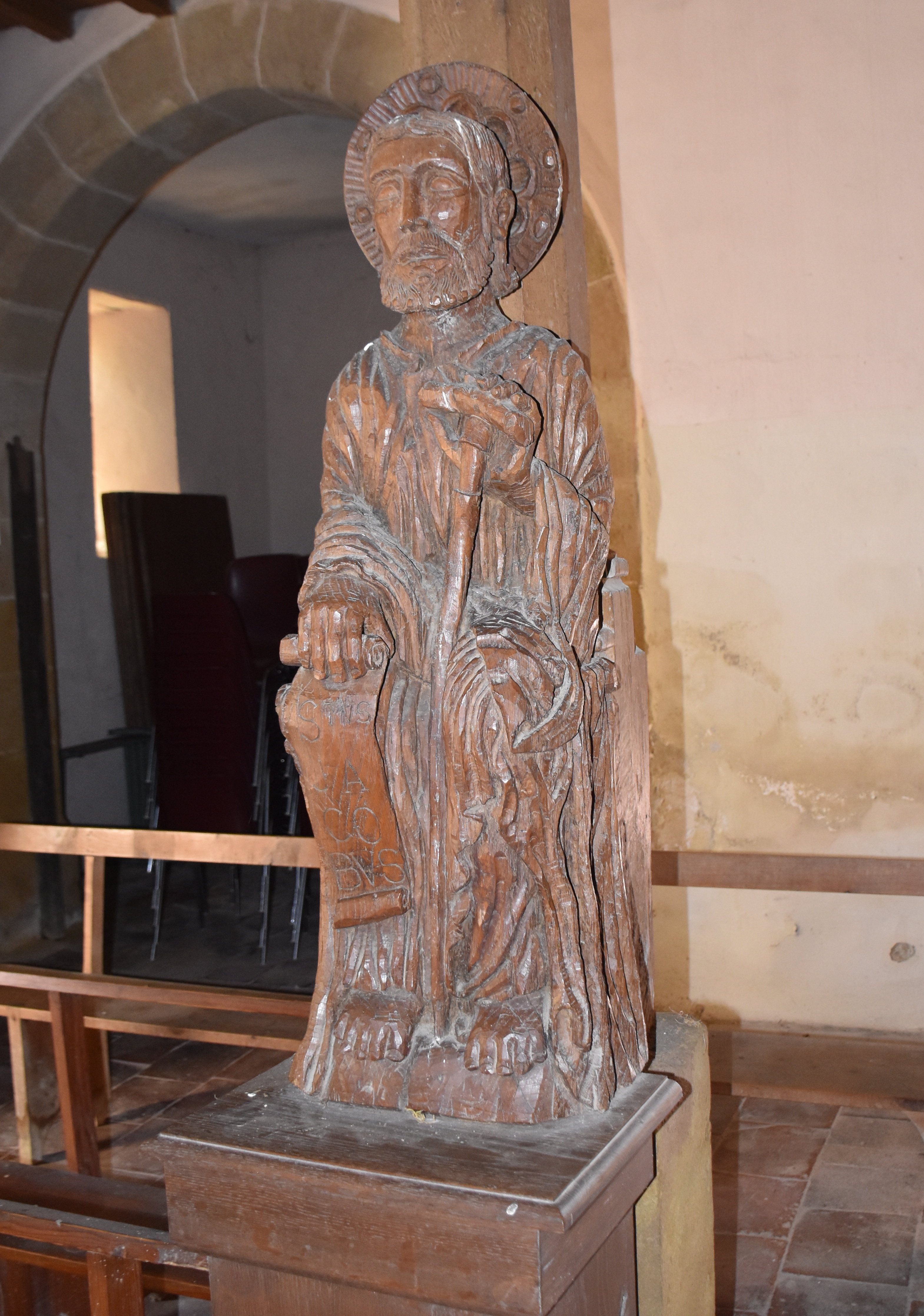
Statue de Saint-Jacques.